# 舊格林維爾 (密西西比州)
舊格林維爾（英語：Old Greenville）是位於美國密西西比州傑佛遜縣的鬼鎮。

## 歷史
舊格林維爾的郵局於1803年設立，其後於1834年停運。

## 地理
舊格林維爾所處的海拔為高於海平面115米（即377英呎），而該地所採用的時區為UTC-6，即北美中部時區（CST）。同時該地設有夏令時間，為UTC-6調快一小時，即UTC-5（CDT）。